# 熊本市

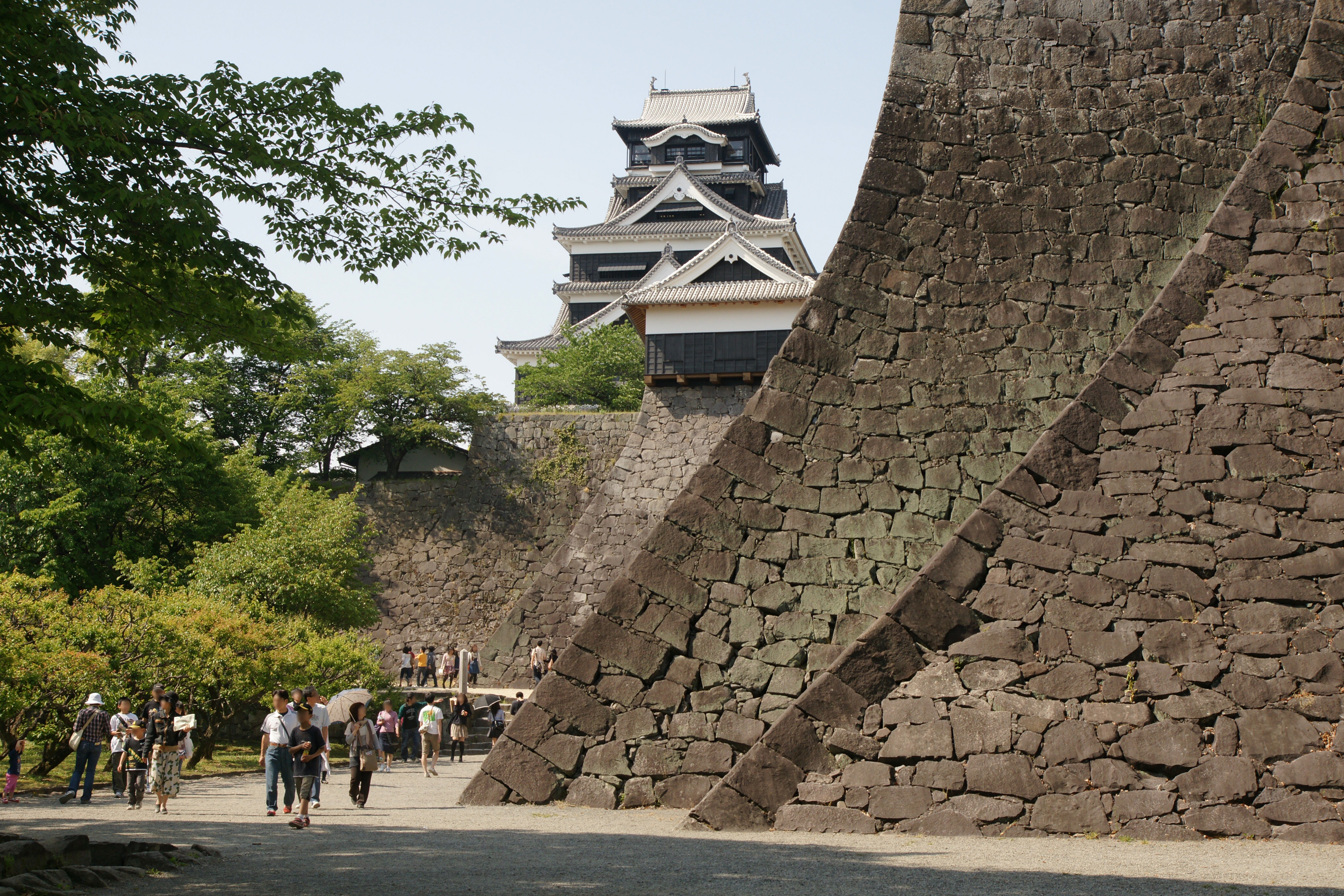
熊本城，日本三大城堡之一

熊本市（日语：／ Kumamoto shi */?）位於日本九州中部，為九州第三大城市，是熊本縣的縣廳所在地，也是縣內的最大城市，人口73萬餘。市內街道整齊，樓廈林立，富有現代感，日本三名城之一的熊本城正位於此。其半導體產業發達，有「日本的矽谷」之稱。
熊本市與周邊町村共同構成熊本都市圈，近年來積極與周邊町村合併後，已於2012年4月1日升格為政令指定都市；並期望在未來日本可能實施的道州制中，可以進一步爭取成為新設置道州的州都。目前轄下將劃分為北區、西區、中央區、東區、南區五區。
以此為主場的職業球隊有：日本職業足球聯賽的熊本羅亞素。

## 概要
熊本市面積約390km2，占全縣總面積的5.3%。人口約74万人，佔全縣約41.9%，在九州僅次於福岡市、北九州市。2012年（平成24年）4月1日，本市成為九州第三座政令指定都市。
本市是肥後國府與肥後國分寺所在地。現在的市區是以細川氏熊本藩54萬石城下町為基礎所發展。戰前曾有陸軍第6師團駐紮與國家機關，是九州頗具代表的軍都、行政都市。2011年（平成23年）3月12日九州新幹線全線通車，熊本站成為新幹線停靠站。
市中心位於熊本城天守閣（32°48′22.2″N 130°42′20.9″E / 32.806167°N 130.705806°E）的東南方至東方。為了確保熊本城的視野，熊本市針對包含市中心地區在內的熊本城周邊地域約550公頃實施嚴格的建築高度限制。因此市中心地區見不到摩天大樓，僅出現在限高地區外的熊本站周邊新都心地區與熊本森都心等地。此外，圍繞中心地區的熊本站、上熊本站、新水前寺站等JR九州3站是交通結點，與市中心之間有熊本市電接駁。

### 森之都
本市雅稱「森之都」已納入1930年（昭和5年）制定的熊本市歌歌詞中。高度經濟成長期，熊本因高速都市化造成綠地大幅減少，因此在1972年（昭和47年）10月2日，熊本市議會通過『「森之都」都市宣言決議』，「森之都」成為官方正式雅稱。都市計畫走向與自然共存的社區營造，試圖打造以「美麗活力森之都熊本」為主題的都市景觀。
另一方面，熊本市內由於有白川、坪井川、井芹川三條河流與水前寺成趣園、豐富的地下水、水前寺江津湖湧水群（平成名水百選）等豐富水源，因此又有「水之都」之稱。
除此之外，市民有时也将其称为「水与森之都」或「水与绿之都」。」

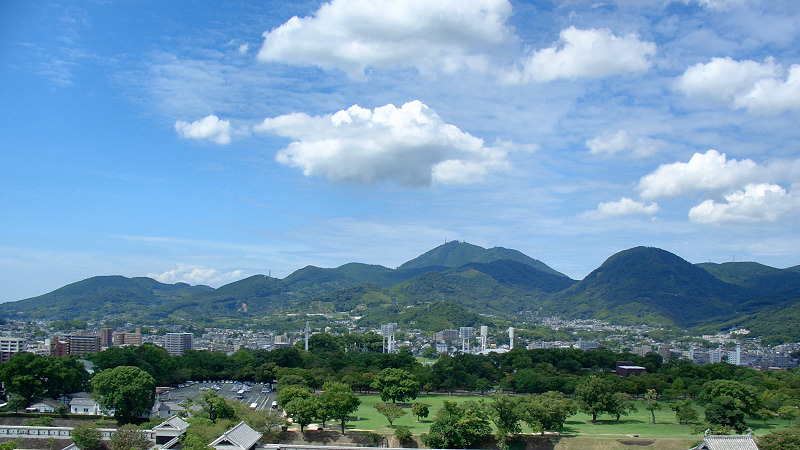
熊本城天守閣往西方所見的金峰山周邊市區
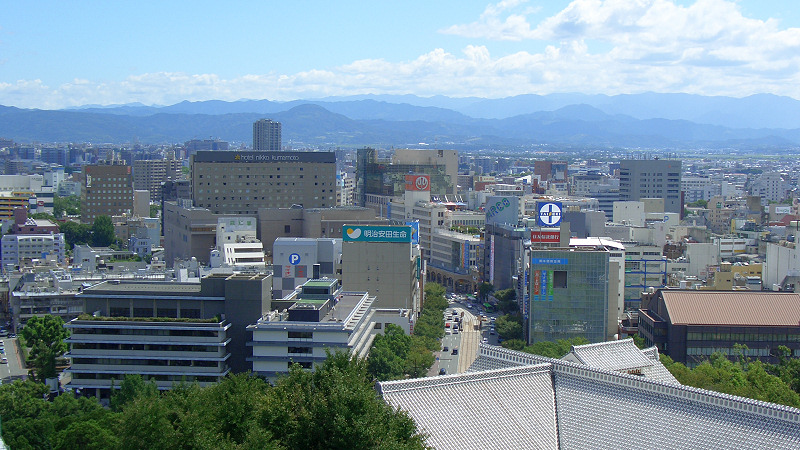
熊本城天守閣所見的東南方市中心地帶
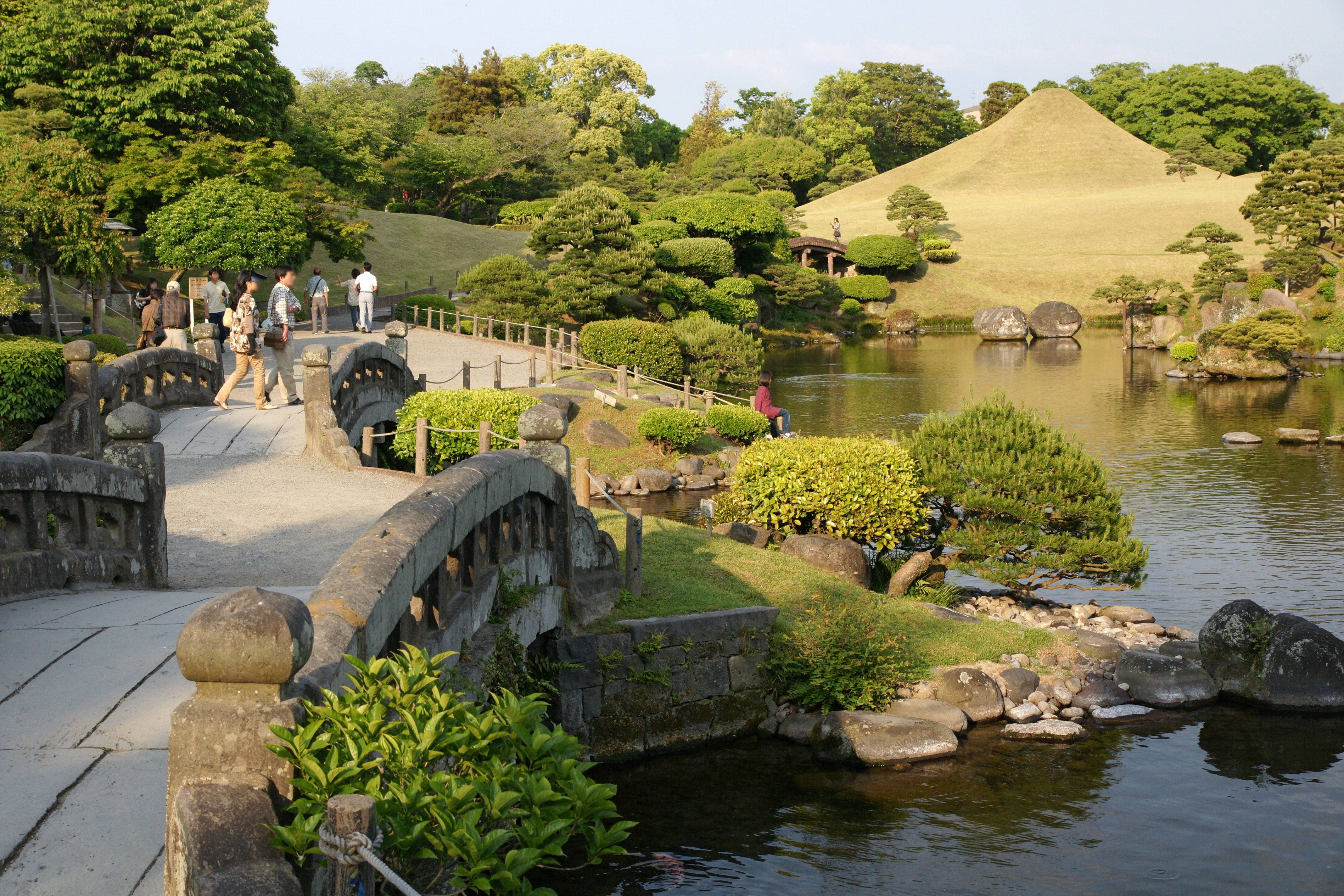
水前寺成趣園（水前寺公園）
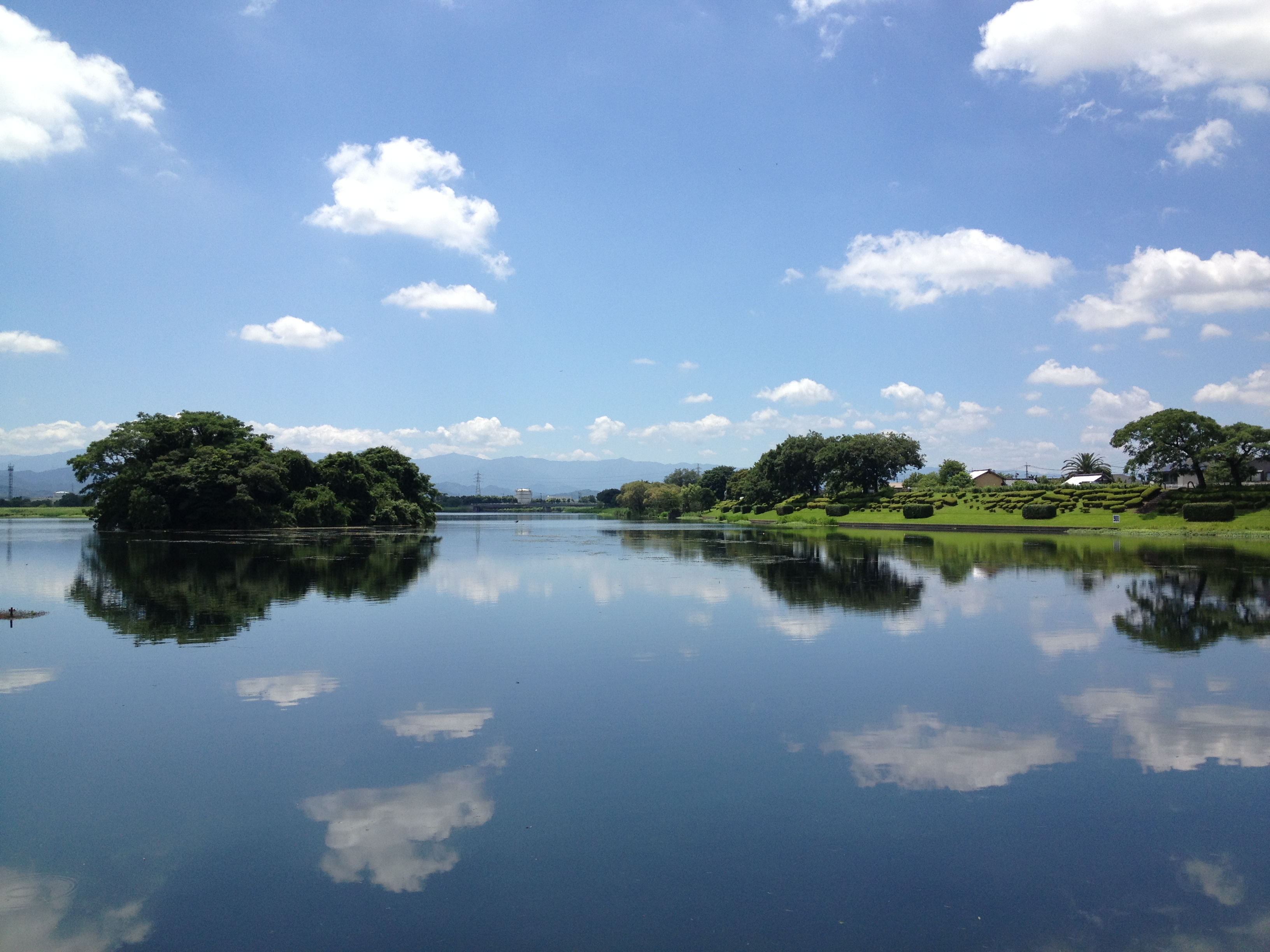
市南部的江津湖（日语：江津湖）

## 地理
轄區的東部及東北部是阿蘇外輪山，白川由此向西流出，也因此河岸附近的土質都是由阿蘇山的火山灰所構成，成為適合農耕的地區；轄區的東南部和南部屬於熊本平原的一部份。
西側面向有明海（島原灣），但由於泥沙淤積，水深不足，並不適合做為港口，因此沒有顯著的開發。而市區西北側的金峰山，由於擁有完整的森林地又鄰近市區，被夏目漱石稱為「森之都」。
由於東部阿蘇外輪山一帶的降雨在進入地下後，會逐漸往西側的平原地區移動，使得熊本市擁有豐富的地下水資源，並成為全市的自來水水源，也成為全日本完全依靠地下水供水的城市中，人口最多的一個。也是世界50萬人口都市中僅有的可依靠地下水就提供所有生活用水的都市。

### 气候
熊本市属于柯本气候分类法下的副热带湿润气候，当地夏季炎热，冬季凉爽。熊本市年平均气温在17 ℃左右，年平均降水量为1,500mm - 2,400mm，其中6月至7月的降水量达全年之最，降雪日数极少。当地有记录以来的最高气温是38.8℃，最低气温是-9.2℃。
| 熊本市（平均數據1991-2020年，極端數據1890年以降） | 熊本市（平均數據1991-2020年，極端數據1890年以降） | 熊本市（平均數據1991-2020年，極端數據1890年以降） | 熊本市（平均數據1991-2020年，極端數據1890年以降） | 熊本市（平均數據1991-2020年，極端數據1890年以降） | 熊本市（平均數據1991-2020年，極端數據1890年以降） | 熊本市（平均數據1991-2020年，極端數據1890年以降） | 熊本市（平均數據1991-2020年，極端數據1890年以降） | 熊本市（平均數據1991-2020年，極端數據1890年以降） | 熊本市（平均數據1991-2020年，極端數據1890年以降） | 熊本市（平均數據1991-2020年，極端數據1890年以降） | 熊本市（平均數據1991-2020年，極端數據1890年以降） | 熊本市（平均數據1991-2020年，極端數據1890年以降） | 熊本市（平均數據1991-2020年，極端數據1890年以降） |
| 月份                                              | 1月                                               | 2月                                               | 3月                                               | 4月                                               | 5月                                               | 6月                                               | 7月                                               | 8月                                               | 9月                                               | 10月                                              | 11月                                              | 12月                                              | 全年                                              |
| ------------------------------------------------- | ------------------------------------------------- | ------------------------------------------------- | ------------------------------------------------- | ------------------------------------------------- | ------------------------------------------------- | ------------------------------------------------- | ------------------------------------------------- | ------------------------------------------------- | ------------------------------------------------- | ------------------------------------------------- | ------------------------------------------------- | ------------------------------------------------- | ------------------------------------------------- |
| 历史最高温 °C（°F）                               | 22.5 (72.5)                                       | 26.4 (79.5)                                       | 27.4 (81.3)                                       | 30.7 (87.3)                                       | 34.4 (93.9)                                       | 36.1 (97.0)                                       | 38.8 (101.8)                                      | 38.5 (101.3)                                      | 37.0 (98.6)                                       | 33.7 (92.7)                                       | 28.9 (84.0)                                       | 24.6 (76.3)                                       | 38.8 (101.8)                                      |
| 平均高温 °C（°F）                                 | 10.7 (51.3)                                       | 12.4 (54.3)                                       | 16.1 (61.0)                                       | 21.4 (70.5)                                       | 26.0 (78.8)                                       | 28.1 (82.6)                                       | 31.8 (89.2)                                       | 33.3 (91.9)                                       | 30.1 (86.2)                                       | 25.0 (77.0)                                       | 18.8 (65.8)                                       | 12.9 (55.2)                                       | 22.2 (72.0)                                       |
| 日均气温 °C（°F）                                 | 6.0 (42.8)                                        | 7.4 (45.3)                                        | 10.9 (51.6)                                       | 15.8 (60.4)                                       | 20.5 (68.9)                                       | 23.7 (74.7)                                       | 27.5 (81.5)                                       | 28.4 (83.1)                                       | 25.2 (77.4)                                       | 19.6 (67.3)                                       | 13.5 (56.3)                                       | 8.0 (46.4)                                        | 17.2 (63.0)                                       |
| 平均低温 °C（°F）                                 | 1.6 (34.9)                                        | 2.6 (36.7)                                        | 5.9 (42.6)                                        | 10.6 (51.1)                                       | 15.6 (60.1)                                       | 20.2 (68.4)                                       | 24.2 (75.6)                                       | 24.8 (76.6)                                       | 21.2 (70.2)                                       | 14.9 (58.8)                                       | 8.8 (47.8)                                        | 3.4 (38.1)                                        | 12.8 (55.0)                                       |
| 历史最低温 °C（°F）                               | −9.2 (15.4)                                       | −9.2 (15.4)                                       | −6.9 (19.6)                                       | −2.5 (27.5)                                       | 1.3 (34.3)                                        | 7.1 (44.8)                                        | 14.3 (57.7)                                       | 15.3 (59.5)                                       | 6.7 (44.1)                                        | 0.5 (32.9)                                        | −3.8 (25.2)                                       | −7.9 (17.8)                                       | −9.2 (15.4)                                       |
| 平均降雨量 mm（）                                 | 57.2 (2.25)                                       | 83.2 (3.28)                                       | 124.8 (4.91)                                      | 144.9 (5.70)                                      | 160.9 (6.33)                                      | 448.5 (17.66)                                     | 386.8 (15.23)                                     | 195.4 (7.69)                                      | 172.6 (6.80)                                      | 87.1 (3.43)                                       | 84.4 (3.32)                                       | 61.2 (2.41)                                       | 2,007 (79.01)                                     |
| 平均降雪量 cm（）                                 | 1 (0.4)                                           | 0 (0)                                             | 0 (0)                                             | 0 (0)                                             | 0 (0)                                             | 0 (0)                                             | 0 (0)                                             | 0 (0)                                             | 0 (0)                                             | 0 (0)                                             | 0 (0)                                             | 0 (0)                                             | 1 (0.4)                                           |
| 平均降雨天数（≥ 0.5mm）                           | 8.1                                               | 9.0                                               | 11.4                                              | 10.7                                              | 10.4                                              | 15.2                                              | 13.3                                              | 11.3                                              | 10.4                                              | 7.2                                               | 8.3                                               | 8.3                                               | 123.6                                             |
| 平均降雪天数（≥ 1cm）                             | 0.3                                               | 0.1                                               | 0                                                 | 0                                                 | 0                                                 | 0                                                 | 0                                                 | 0                                                 | 0                                                 | 0                                                 | 0                                                 | 0.2                                               | 0.6                                               |
| 平均相對濕度（％）                                | 70                                                | 67                                                | 66                                                | 65                                                | 67                                                | 76                                                | 76                                                | 72                                                | 71                                                | 69                                                | 72                                                | 71                                                | 70                                                |
| 月均日照時數                                      | 133.0                                             | 141.1                                             | 169.6                                             | 184.0                                             | 194.3                                             | 130.8                                             | 176.7                                             | 206.0                                             | 176.4                                             | 187.1                                             | 153.7                                             | 143.4                                             | 1,996.1                                           |
| 来源1：日本气象厅                                 |                                                   |                                                   |                                                   |                                                   |                                                   |                                                   |                                                   |                                                   |                                                   |                                                   |                                                   |                                                   |                                                   |
| 来源2：日本气象厅（记录）                         |                                                   |                                                   |                                                   |                                                   |                                                   |                                                   |                                                   |                                                   |                                                   |                                                   |                                                   |                                                   |                                                   |

## 歷史
在645年之後，在現在的出水地區設置了肥後國的國府「託麻府」，並建立國分寺；現在的熊本市即是以此地為中心開始發展。在律令時代，現在的熊本市轄區相當於當時的飽田郡和託麻郡的轄區。
在南北朝之後，肥後地區的國政中心一度被遷移至現在的菊池市，但也先後也開始在現今的熊本地區上建設了千葉城和隈本城，並再將國政中心遷回此，也是得現在的熊本地區開始以城下町的形勢發展。1607年開始建設新的城（現在的熊本城），同時也將地名改為「熊本」。1632年，領地原本位於小倉藩的細川氏改封至熊本藩，直到明治時代。
從江戶時代到明治時代，熊本都是九州的第一大城，雖然在1877年的西南戰爭中，熊本的城下町地區一度因為戰火而被完全破壞，但因為位於九州的地理中心，仍然快速的發展；並於1889年設置為熊本市，為全日本第一批設置為「市」的城市之一。

### 年表
- 646年：設置肥後國的國府。
- 1469年：於茶臼山東側建設千葉城。
- 1496年：於臼山西南側就設隈本城。
- 1607年：開始建築熊本城。
- 1871年：設置鎮西鎮台設置。
- 1873年：鎮西鎮台改名為熊本鎮台。
- 1877年：西南戰爭期間，薩摩軍宮及熊本鎮台，造成熊本城的天守以及週邊城下町被焚毀。
- 1878年：實施郡區町村編制法，設置熊本區。
- 1889年4月1日：設置熊本市，當時人口為42,725人。
- 1889年5月：設置陸軍第6師團於此。
- 1890年10月10日：設立第五高等中學校，為當時九州唯一的高等中學校。
- 1891年7月1日：九州鐵道高瀨（現在的玉名車站）至熊本之間路段開通，熊本車站同時開始營運。
- 1924年8月1日：熊本市電開始營運
- 1945年7月1日：遭受美軍之空襲，造成469人死亡、552人受傷、約11,000戶房屋損毀。
- 1960年：熊本機場開始營運、重建熊本城天守
- 1964年3月31日：熊延鐵道停止營運。
- 1965年2月21日：熊本市交通局川尻線停止營運。
- 1968年3月5日：市區內的子飼商店街入口設置了日本第一個行人保護時相。[16]
- 1971年：熊本機場遷移至現在的位置。
- 1977年：熊本市人口突破50萬人。
- 1996年4月1日：成為中核市。
- 2012年4月1日：升格為政令指定都市。
- 2016年4月14日：發生6級地震，並於兩天後再發生7級地震。地震導致民房倒塌，熊本城遭受一定程度破壞。

### 行政區域的變遷

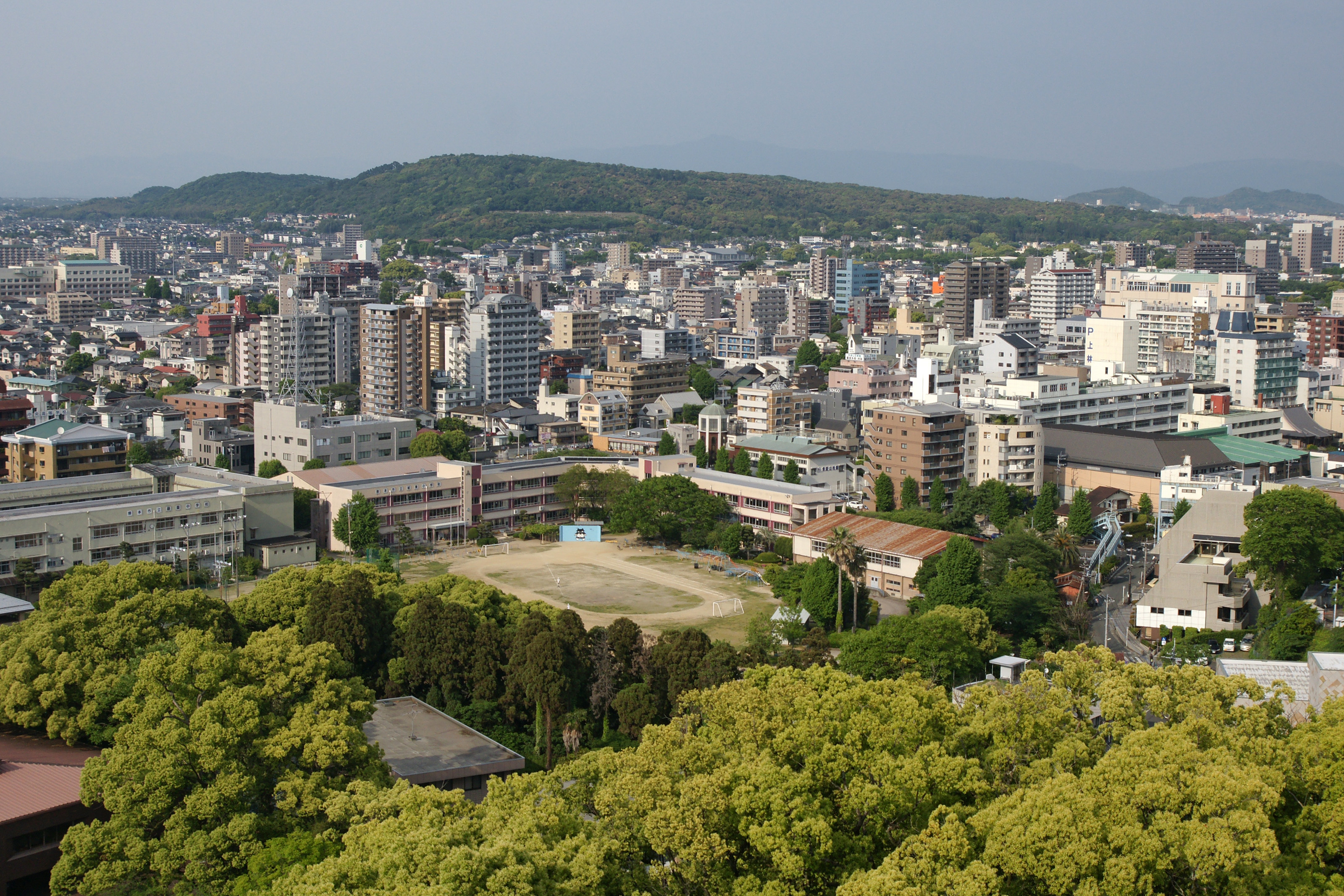
熊本市市區

- 1889年4月1日：市制和町村制開始實施，熊本市成立；在當時，現在的轄區還包含了以下町村：
  - 託麻郡：本庄村、本山村、春竹村、大江村、供合村、廣畑村、小山戶島村、健軍村、出水村、畫圖村、日吉村、田迎村、部田村、元三村
  - 飽田郡：高橋町、川尻町、小島町、池田村、花園村、橫手村、春日村、古町村、龍田村、黑髮村、清水村、松尾村、城山村、池上村、島崎村、白坪村、力合村、中島村、中原村、沖新村、河內村、船津村、白濱村、芳野村、川口村、中綠村、內田村、錢塘村、奧古閑村、海路口村、川上村、硯川村、寺迫村、五町村、八分字村、藤富村、濱田村、並建村、白石村、畠口村
  - 上益城郡：秋津村
  - 下益城郡：守富村、杉合村、隈庄町、杉上村、豐田村
  - 山本郡：植木町、吉松村、山本村、櫻井村、山東村、田原村、菱形村、田底村
- 1896年4月1日：
  - 託麻郡和飽田郡合併為飽託郡。
  - 山本郡和山鹿郡合併為鹿本郡。
- 1898年8月26日：硯川村、寺迫村、五町村合併為西里村。
- 1899年4月1日：日吉村和元三村合併為日吉村。
- 1902年4月1日：河內村、船津村、白濱村合併為新設置的河內村。
- 1903年3月12日：部田村改名為御幸村。
- 1906年4月1日：春日村改制為春日町。
- 1921年6月1日：黑髮村、池田村、花園村、島崎村、橫手村、古町村、本庄村、大江村、本山村、春竹村、春日町被併入熊本市。
- 1925年4月1日：出水村被併入熊本市。
- 1931年6月1日：白坪村被併入熊本市。
- 1932年12月15日：畫圖村改名為畫津村，同日被併入熊本市。
- 1936年10月1日：健軍村被併入熊本市。
- 1939年8月1日：清水村被併入熊本市。
- 1940年12月1日：川尻町、力合村、日吉村被併入熊本市。
- 1941年1月1日：中島村、中原村、沖新村合併為新設置的中島村。
- 1941年2月11日：高橋町、城山村、池上村合併為三和町。
- 1949年9月1日：池上村從三和町分村。
- 1950年5月1日：三和町被廢除，轄區被分割為城山村和高橋村。
- 1952年：秋津村的部分地區被併入熊本市。
- 1953年4月1日：田迎村、御幸村被併入熊本市。
- 1953年7月1日：高橋村、城山村、池上村被併入熊本市。
- 1954年10月1日：秋津村被併入熊本市。
- 1955年1月1日：植木町、吉松村、山本村、櫻井村、山東村、田原村、菱形村合併為新設置的植木町。
- 1955年1月30日：廣畑村、供合村、小山戶島村合併為託麻村。
- 1955年3月1日：杉上村、隈庄町、豐田村合併為城南町。
- 1955年4月1日：
  - 松尾村被併入熊本市。
  - 八分字村、藤富村、濱田村、並建村、白石村、畠口村合併為飽田村。
  - 守富村、杉合村合併為富合村。
- 1955年7月1日：西里村、川上村合併為北部村。
- 1956年4月1日： 託麻村的部分地區被併入熊本市。
- 1956年9月30日：
  - 河內村、芳野村合併為河內芳野村。
  - 川口村、中綠村、內田村、錢塘村、奧古閑村、海路口村合併為天明村。
- 1957年1月1日：龍田村、小島町被併入熊本市。
- 1958年4月1日：中島村被併入熊本市。
- 1968年4月1日：北部村改制為北部町。
- 1969年4月1日：田底村被併入植木町。
- 1970年11月1日：託麻村被併入熊本市。
- 1971年4月1日：
  - 河內芳野村改制並改名為河內町。
  - 天明村改制為天明町。
- 1971年8月1日：富合村改制為富合町。
- 1971年11月1日：飽田村改制為飽田町。
- 1991年2月1日：北部町、河內町、飽田町、天明町被併入熊本市。
- 2008年10月6日：富合町被併入熊本市。
- 2010年3月23日：城南町、植木町被併入熊本市。

### 變遷表
| 1889年以前 | 1889年4月1日 | 1889年 - 1912年            | 1912年 - 1944年                            | 1945年 - 1954年            | 1945年 - 1954年          | 1955年 - 1988年          | 1955年 - 1988年                 | 1989年 - 現在            | 現在   |
| ---------- | ------------ | -------------------------- | ------------------------------------------ | -------------------------- | ------------------------ | ------------------------ | ------------------------------- | ------------------------ | ------ |
|            | 小山戶島村   | 小山戶島村                 | 小山戶島村                                 | 小山戶島村                 | 小山戶島村               | 1955年1月30日 託麻村     | 1970年11月1日 併入熊本市        | 熊本市                   | 熊本市 |
|            | 供合村       |                            |                                            |                            |                          | 1955年1月30日 託麻村     | 1970年11月1日 併入熊本市        | 熊本市                   | 熊本市 |
|            | 廣畑村       |                            |                                            |                            |                          | 1955年1月30日 託麻村     | 1970年11月1日 併入熊本市        | 熊本市                   | 熊本市 |
|            | 部田村       | 1903年3月12日 改名為御幸村 | 1903年3月12日 改名為御幸村                 | 1903年3月12日 改名為御幸村 | 1953年4月1日 併入熊本市  | 熊本市                   | 熊本市                          | 熊本市                   | 熊本市 |
|            | 田迎村       |                            |                                            |                            | 1953年4月1日 併入熊本市  | 熊本市                   | 熊本市                          | 熊本市                   | 熊本市 |
|            | 日吉村       | 1899年4月1日 日吉村        | 1940年12月1日 併入熊本市                   | 熊本市                     | 熊本市                   | 熊本市                   | 熊本市                          | 熊本市                   | 熊本市 |
|            | 元三村       | 1899年4月1日 日吉村        | 1940年12月1日 併入熊本市                   | 熊本市                     | 熊本市                   | 熊本市                   | 熊本市                          | 熊本市                   | 熊本市 |
|            | 健軍村       | 健軍村                     | 1936年10月1日 併入熊本市                   | 熊本市                     | 熊本市                   | 熊本市                   | 熊本市                          | 熊本市                   | 熊本市 |
|            | 畫圖村       | 畫圖村                     | 1932年12月15日 改名為畫津村 同日併入熊本市 | 熊本市                     | 熊本市                   | 熊本市                   | 熊本市                          | 熊本市                   | 熊本市 |
|            | 出水村       | 出水村                     | 1925年4月1日 併入熊本市                    | 熊本市                     | 熊本市                   | 熊本市                   | 熊本市                          | 熊本市                   | 熊本市 |
|            | 本庄村       | 本庄村                     | 1921年6月1日 併入熊本市                    | 熊本市                     | 熊本市                   | 熊本市                   | 熊本市                          | 熊本市                   | 熊本市 |
|            | 本山村       |                            | 1921年6月1日 併入熊本市                    | 熊本市                     | 熊本市                   | 熊本市                   | 熊本市                          | 熊本市                   | 熊本市 |
|            | 春竹村       |                            | 1921年6月1日 併入熊本市                    | 熊本市                     | 熊本市                   | 熊本市                   | 熊本市                          | 熊本市                   | 熊本市 |
|            | 大江村       |                            | 1921年6月1日 併入熊本市                    | 熊本市                     | 熊本市                   | 熊本市                   | 熊本市                          | 熊本市                   | 熊本市 |
|            | 熊本市       |                            |                                            | 熊本市                     | 熊本市                   | 熊本市                   | 熊本市                          | 熊本市                   | 熊本市 |
|            | 春日村       | 1906年4月1日 春日町        | 1921年6月1日 併入熊本市                    | 熊本市                     | 熊本市                   | 熊本市                   | 熊本市                          | 熊本市                   | 熊本市 |
|            | 池田村       |                            | 1921年6月1日 併入熊本市                    | 熊本市                     | 熊本市                   | 熊本市                   | 熊本市                          | 熊本市                   | 熊本市 |
|            | 花園村       |                            | 1921年6月1日 併入熊本市                    | 熊本市                     | 熊本市                   | 熊本市                   | 熊本市                          | 熊本市                   | 熊本市 |
|            | 橫手村       |                            | 1921年6月1日 併入熊本市                    | 熊本市                     | 熊本市                   | 熊本市                   | 熊本市                          | 熊本市                   | 熊本市 |
|            | 古町村       |                            | 1921年6月1日 併入熊本市                    | 熊本市                     | 熊本市                   | 熊本市                   | 熊本市                          | 熊本市                   | 熊本市 |
|            | 黒髮村       |                            | 1921年6月1日 併入熊本市                    | 熊本市                     | 熊本市                   | 熊本市                   | 熊本市                          | 熊本市                   | 熊本市 |
|            | 島崎村       |                            | 1921年6月1日 併入熊本市                    | 熊本市                     | 熊本市                   | 熊本市                   | 熊本市                          | 熊本市                   | 熊本市 |
|            | 白坪村       | 白坪村                     | 1931年6月1日 併入熊本市                    | 熊本市                     | 熊本市                   | 熊本市                   | 熊本市                          | 熊本市                   | 熊本市 |
|            | 清水村       | 清水村                     | 1939年8月1日 併入熊本市                    | 熊本市                     | 熊本市                   | 熊本市                   | 熊本市                          | 熊本市                   | 熊本市 |
|            | 川尻町       | 川尻町                     | 1940年12月1日 併入熊本市                   | 熊本市                     | 熊本市                   | 熊本市                   | 熊本市                          | 熊本市                   | 熊本市 |
|            | 力合村       |                            | 1940年12月1日 併入熊本市                   | 熊本市                     | 熊本市                   | 熊本市                   | 熊本市                          | 熊本市                   | 熊本市 |
|            | 高橋町       | 高橋町                     | 1944年2月11日 三和町                       | 1950年5月1日 高橋村        | 1953年7月1日 併入熊本市  | 熊本市                   | 熊本市                          | 熊本市                   | 熊本市 |
|            | 城山村       | 城山村                     | 1944年2月11日 三和町                       | 1950年5月1日 城山村        | 1953年7月1日 併入熊本市  | 熊本市                   | 熊本市                          | 熊本市                   | 熊本市 |
|            | 池上村       | 池上村                     | 1944年2月11日 三和町                       | 1949年9月1日 池上村        | 1953年7月1日 併入熊本市  | 熊本市                   | 熊本市                          | 熊本市                   | 熊本市 |
|            | 秋津村       | 秋津村                     | 秋津村                                     | 秋津村                     | 1954年10月1日 併入熊本市 | 熊本市                   | 熊本市                          | 熊本市                   | 熊本市 |
|            | 松尾村       | 松尾村                     | 松尾村                                     | 松尾村                     | 松尾村                   | 1955年4月1日 併入熊本市  | 1955年4月1日 併入熊本市         | 熊本市                   | 熊本市 |
|            | 小島町       | 小島町                     | 小島町                                     | 小島町                     | 小島町                   | 1957年1月1日 併入熊本市  | 1957年1月1日 併入熊本市         | 熊本市                   | 熊本市 |
|            | 龍田村       |                            |                                            |                            |                          | 1957年1月1日 併入熊本市  | 1957年1月1日 併入熊本市         | 熊本市                   | 熊本市 |
|            | 中島村       | 中島村                     | 1941年1月1日 中島村                        | 1941年1月1日 中島村        | 1941年1月1日 中島村      | 1958年4月1日 併入熊本市  | 1958年4月1日 併入熊本市         | 熊本市                   | 熊本市 |
|            | 中原村       |                            | 1941年1月1日 中島村                        | 1941年1月1日 中島村        | 1941年1月1日 中島村      | 1958年4月1日 併入熊本市  | 1958年4月1日 併入熊本市         | 熊本市                   | 熊本市 |
|            | 沖新村       |                            | 1941年1月1日 中島村                        | 1941年1月1日 中島村        | 1941年1月1日 中島村      | 1958年4月1日 併入熊本市  | 1958年4月1日 併入熊本市         | 熊本市                   | 熊本市 |
|            | 河內村       | 1902年4月1日 河內村        | 1902年4月1日 河內村                        | 1902年4月1日 河內村        | 1902年4月1日 河內村      | 1956年9月30日 河內芳野村 | 1971年4月1日 改制並改名為河內町 | 1991年2月1日 併入熊本市  | 熊本市 |
|            | 船津村       | 1902年4月1日 河內村        | 1902年4月1日 河內村                        | 1902年4月1日 河內村        | 1902年4月1日 河內村      | 1956年9月30日 河內芳野村 | 1971年4月1日 改制並改名為河內町 | 1991年2月1日 併入熊本市  | 熊本市 |
|            | 白濱村       | 1902年4月1日 河內村        | 1902年4月1日 河內村                        | 1902年4月1日 河內村        | 1902年4月1日 河內村      | 1956年9月30日 河內芳野村 | 1971年4月1日 改制並改名為河內町 | 1991年2月1日 併入熊本市  | 熊本市 |
|            | 芳野村       |                            |                                            |                            |                          | 1956年9月30日 河內芳野村 | 1971年4月1日 改制並改名為河內町 | 1991年2月1日 併入熊本市  | 熊本市 |
|            | 川口村       | 川口村                     | 川口村                                     | 川口村                     | 川口村                   | 1956年9月30日 天明村     | 1961年4月1日 天明町             | 1991年2月1日 併入熊本市  | 熊本市 |
|            | 中綠村       |                            |                                            |                            |                          | 1956年9月30日 天明村     | 1961年4月1日 天明町             | 1991年2月1日 併入熊本市  | 熊本市 |
|            | 內田村       |                            |                                            |                            |                          | 1956年9月30日 天明村     | 1961年4月1日 天明町             | 1991年2月1日 併入熊本市  | 熊本市 |
|            | 錢塘村       |                            |                                            |                            |                          | 1956年9月30日 天明村     | 1961年4月1日 天明町             | 1991年2月1日 併入熊本市  | 熊本市 |
|            | 奧古閑村     |                            |                                            |                            |                          | 1956年9月30日 天明村     | 1961年4月1日 天明町             | 1991年2月1日 併入熊本市  | 熊本市 |
|            | 海路口村     |                            |                                            |                            |                          | 1956年9月30日 天明村     | 1961年4月1日 天明町             | 1991年2月1日 併入熊本市  | 熊本市 |
|            | 硯川村       | 1898年8月26日 西里村       | 1898年8月26日 西里村                       | 1898年8月26日 西里村       | 1898年8月26日 西里村     | 1955年7月1日 北部村      | 1968年4月1日 北部町             | 1991年2月1日 併入熊本市  | 熊本市 |
|            | 寺迫村       | 1898年8月26日 西里村       | 1898年8月26日 西里村                       | 1898年8月26日 西里村       | 1898年8月26日 西里村     | 1955年7月1日 北部村      | 1968年4月1日 北部町             | 1991年2月1日 併入熊本市  | 熊本市 |
|            | 五町村       | 1898年8月26日 西里村       | 1898年8月26日 西里村                       | 1898年8月26日 西里村       | 1898年8月26日 西里村     | 1955年7月1日 北部村      | 1968年4月1日 北部町             | 1991年2月1日 併入熊本市  | 熊本市 |
|            | 川上村       |                            |                                            |                            |                          | 1955年7月1日 北部村      | 1968年4月1日 北部町             | 1991年2月1日 併入熊本市  | 熊本市 |
|            | 八分字村     | 八分字村                   | 八分字村                                   | 八分字村                   | 八分字村                 | 1955年4月1日 飽田村      | 1971年11月1日 飽田町            | 1991年2月1日 併入熊本市  | 熊本市 |
|            | 藤富村       |                            |                                            |                            |                          | 1955年4月1日 飽田村      | 1971年11月1日 飽田町            | 1991年2月1日 併入熊本市  | 熊本市 |
|            | 濱田村       |                            |                                            |                            |                          | 1955年4月1日 飽田村      | 1971年11月1日 飽田町            | 1991年2月1日 併入熊本市  | 熊本市 |
|            | 並建村       |                            |                                            |                            |                          | 1955年4月1日 飽田村      | 1971年11月1日 飽田町            | 1991年2月1日 併入熊本市  | 熊本市 |
|            | 白石村       |                            |                                            |                            |                          | 1955年4月1日 飽田村      | 1971年11月1日 飽田町            | 1991年2月1日 併入熊本市  | 熊本市 |
|            | 畠口村       |                            |                                            |                            |                          | 1955年4月1日 飽田村      | 1971年11月1日 飽田町            | 1991年2月1日 併入熊本市  | 熊本市 |
|            | 守富村       | 守富村                     | 守富村                                     | 守富村                     | 守富村                   | 1955年4月1日 富合村      | 1961年8月1日 改制為富合町       | 2008年10月6日 併入熊本市 | 熊本市 |
|            | 杉合村       |                            |                                            |                            |                          | 1955年4月1日 富合村      | 1961年8月1日 改制為富合町       | 2008年10月6日 併入熊本市 | 熊本市 |
|            | 隈庄町       | 隈庄町                     | 隈庄町                                     | 隈庄町                     | 隈庄町                   | 1955年3月1日 城南町      | 1955年3月1日 城南町             | 2010年3月23日 併入熊本市 | 熊本市 |
|            | 杉上村       |                            |                                            |                            |                          | 1955年3月1日 城南町      | 1955年3月1日 城南町             | 2010年3月23日 併入熊本市 | 熊本市 |
|            | 豐田村       |                            |                                            |                            |                          | 1955年3月1日 城南町      | 1955年3月1日 城南町             | 2010年3月23日 併入熊本市 | 熊本市 |
|            | 植木町       | 植木町                     | 植木町                                     | 植木町                     | 植木町                   | 1955年7月1日 植木町      | 1955年7月1日 植木町             | 2010年3月23日 併入熊本市 | 熊本市 |
|            | 菱形村       |                            |                                            |                            |                          | 1955年7月1日 植木町      | 1955年7月1日 植木町             | 2010年3月23日 併入熊本市 | 熊本市 |
|            | 櫻井村       |                            |                                            |                            |                          | 1955年7月1日 植木町      | 1955年7月1日 植木町             | 2010年3月23日 併入熊本市 | 熊本市 |
|            | 山東村       |                            |                                            |                            |                          | 1955年7月1日 植木町      | 1955年7月1日 植木町             | 2010年3月23日 併入熊本市 | 熊本市 |
|            | 吉松村       |                            |                                            |                            |                          | 1955年7月1日 植木町      | 1955年7月1日 植木町             | 2010年3月23日 併入熊本市 | 熊本市 |
|            | 山本村       |                            |                                            |                            |                          | 1955年7月1日 植木町      | 1955年7月1日 植木町             | 2010年3月23日 併入熊本市 | 熊本市 |
|            | 田原村       |                            |                                            |                            |                          | 1955年7月1日 植木町      | 1955年7月1日 植木町             | 2010年3月23日 併入熊本市 | 熊本市 |
|            | 田底村       | 田底村                     | 田底村                                     | 田底村                     | 田底村                   | 田底村                   | 1969年4月1日 併入植木町         | 2010年3月23日 併入熊本市 | 熊本市 |

## 產業
熊本市是以服務業為主的城市，此外，電子工業的積體電路相關產業也具有龐大的規模；日本電氣（NEC）設於此的工廠為日本最大規模的集成電路工廠，三菱電機也在此有設廠，1984年該市更被指定為以開發高精密產品為重點的技術密集型城市。
熊本市也是日本主要的農業地區，主要農產包括稻米、橘子及各種園藝作物，該縣市周圍的水產產業也很發達。

## 交通

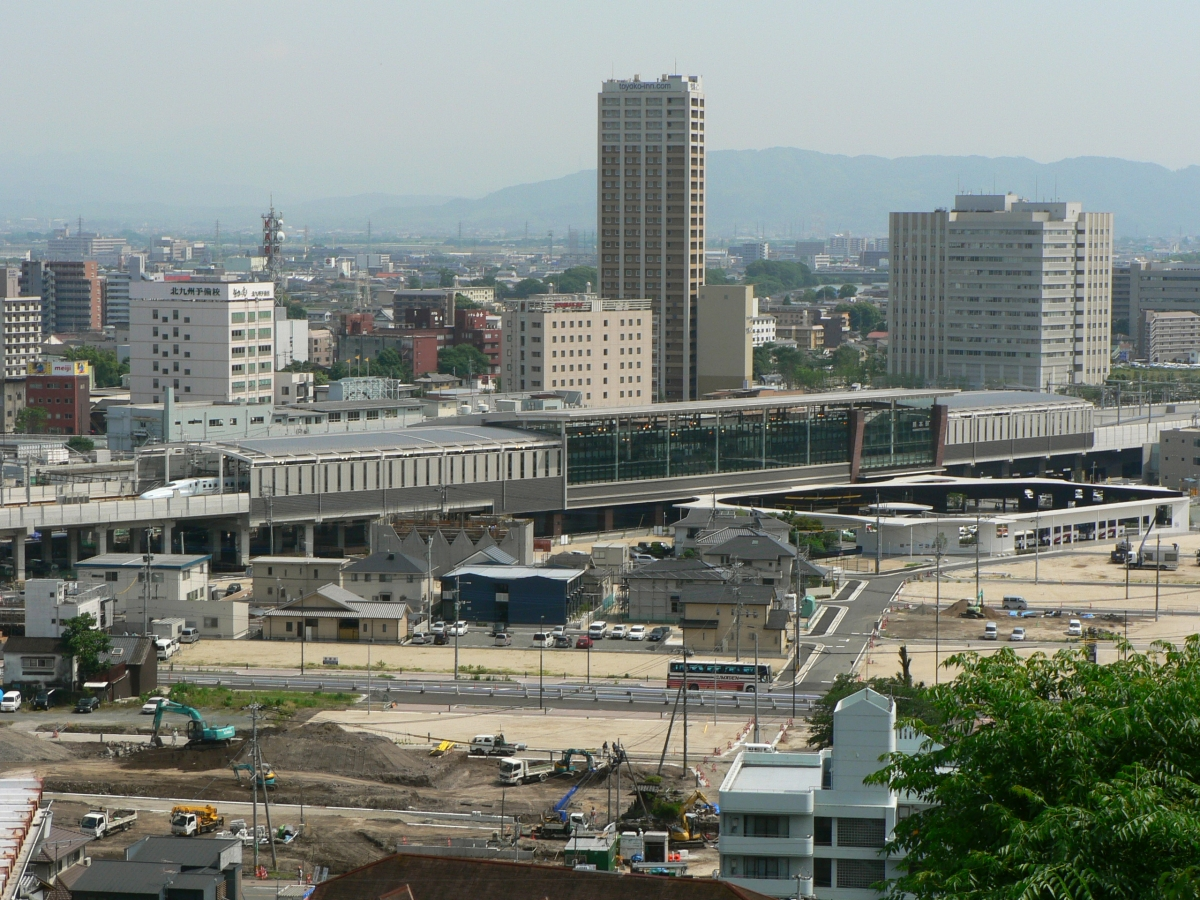
熊本車站 （2011年6月）

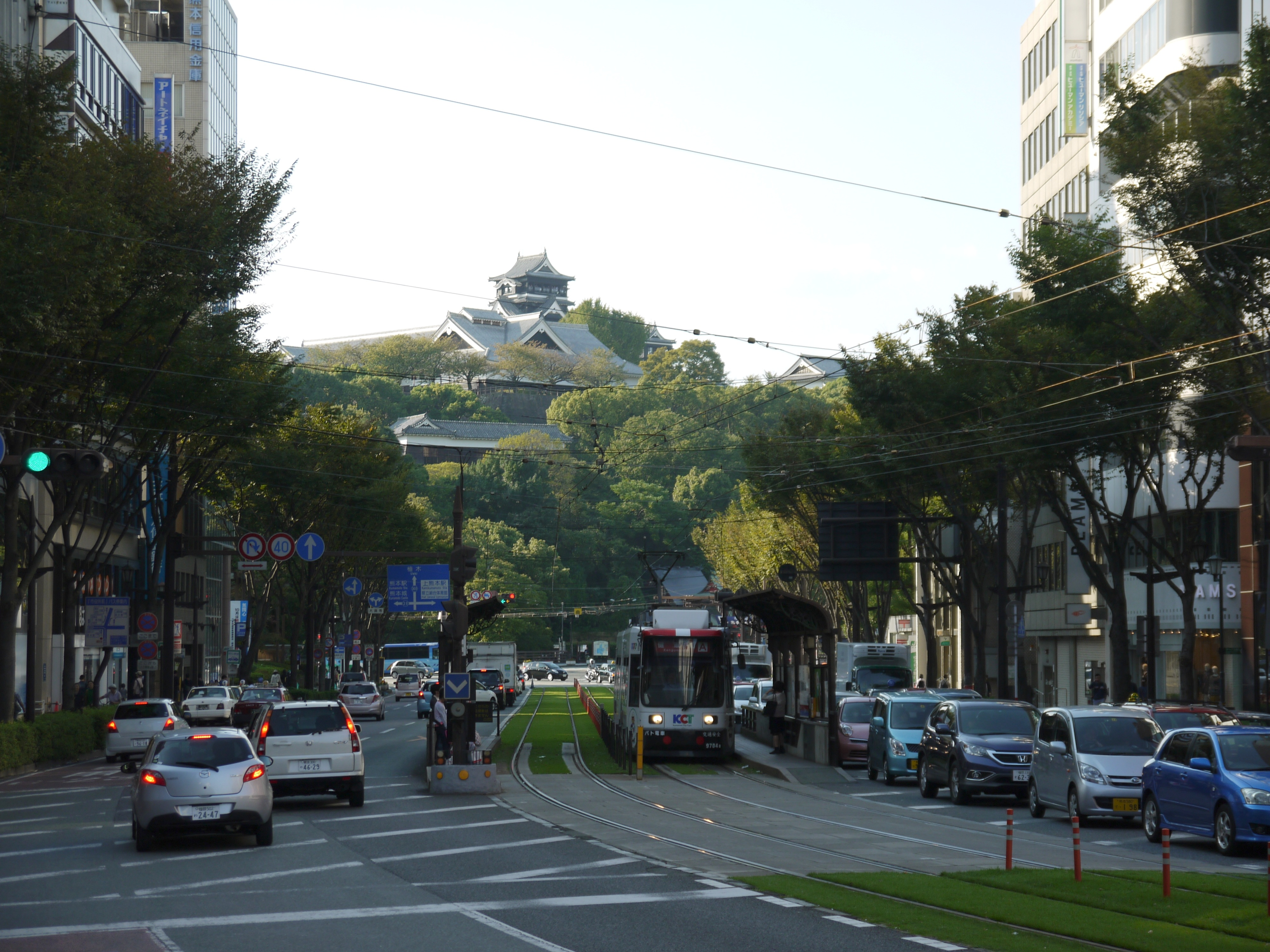
熊本市內路面電車，後方為熊本城

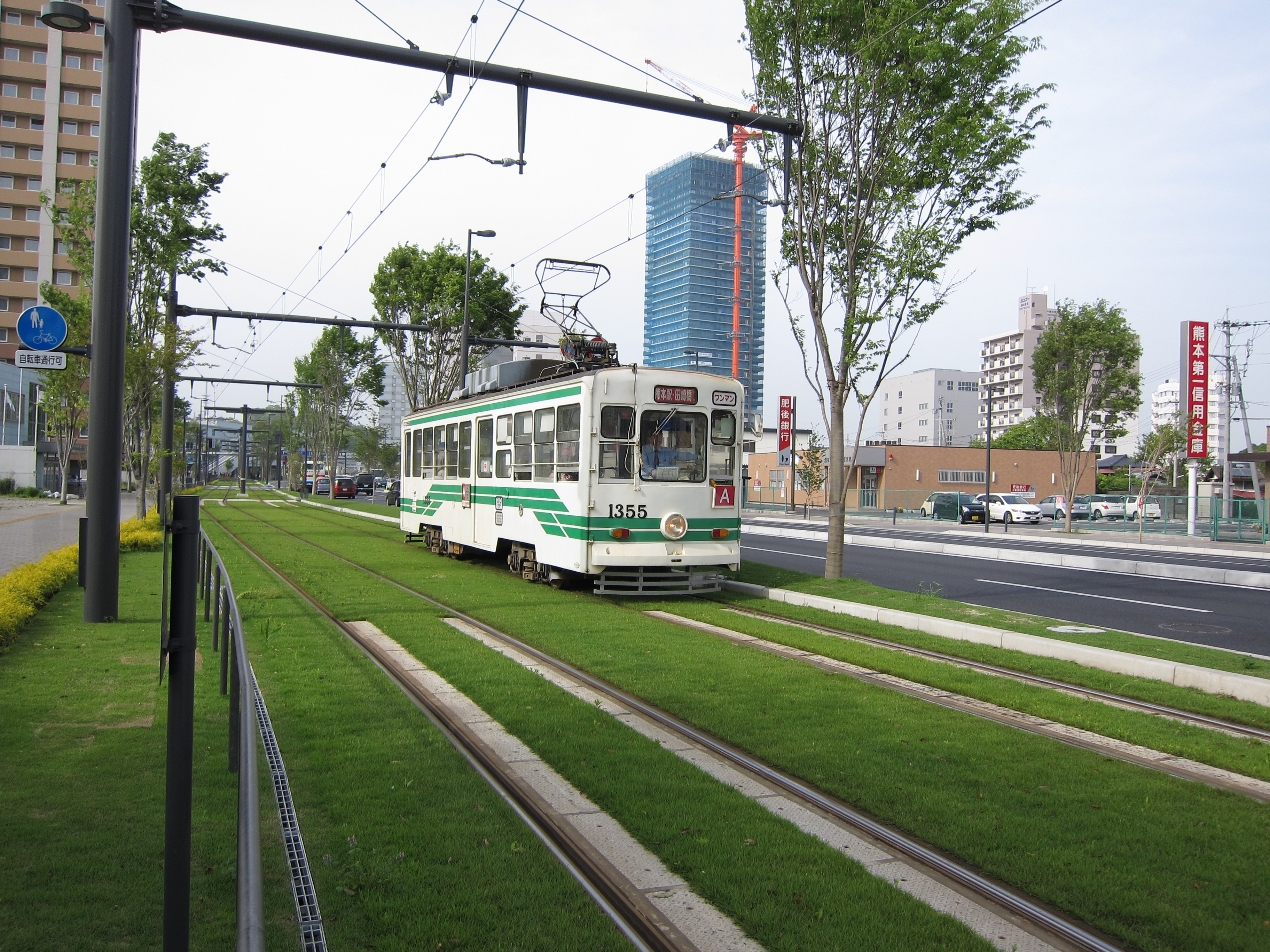
路面經植栽綠化後的路面電車

由於位於九州地區的中心，處於福岡市與鹿兒島市兩地間的中心點。鐵路在九州地方有著舉足輕重的地位，九州旅客鐵道 （JR九州）的九州新幹線、鹿兒島本線及豐肥本線，與熊本市交通局的熊本市電A系統交會於熊本站。而熊本電氣鐵道菊池線、熊本市電B系統及鹿兒島本線交會於上熊本站。
另外，鄰近的熊本機場的航班則可往來九州以外的日本城市。

### 鐵路
- 九州旅客鐵道
  - 九州新幹線：熊本車站
  - 鹿兒島本線：田原坂車站 - 植木車站 - 西里車站 - 崇城大學前車站 - 上熊本車站 - 熊本車站 - 川尻車站 - 富合車站
  - 豐肥本線：熊本車站 - 平成車站 - 南熊本車站 - 新水前寺車站 - 水前寺車站 - 東海學園前車站 - 龍田口車站 - 武藏塚車站 - 光之森車站
- 熊本電氣鐵道
  - 藤崎線：藤崎宮前車站 - 黑髮町車站 - 北熊本車站
  - 菊池線：上熊本車站 - 韓韓坂車站 - 池田車站 - 打越車站 - 坪井川公園車站 - 北熊本車站 - 龜井車站 - 八景水谷車站 - 堀川車站

### 電車
- 熊本市交通局（熊本市電）
  - A系統：田崎橋站 - 熊本車站前站 - 辛島町站 - 熊本城前站 - 通町筋站 - 水前寺車站通站（新水前寺車站前） - 水前寺公園站 - 健軍町站
  - B系統：上熊本車站前站 - 辛島町站 - 熊本城前站 - 通町筋站 - 水前寺駅通站（新水前寺車站前） - 水前寺公園前站 - 健軍町站

### 道路
高速道路
- 九州自動車道：植木交流道 - 北熊本服務區 - （合志市） - 熊本交流道 - 託麻休息區 - （益城町 - 御船町） - 綠川休息區

### 港口
- 熊本港
  - 九州商船：經營往來島原市之渡輪。
  - 熊本渡輪：經營往來島原市及天草市之渡輪。

## 名勝

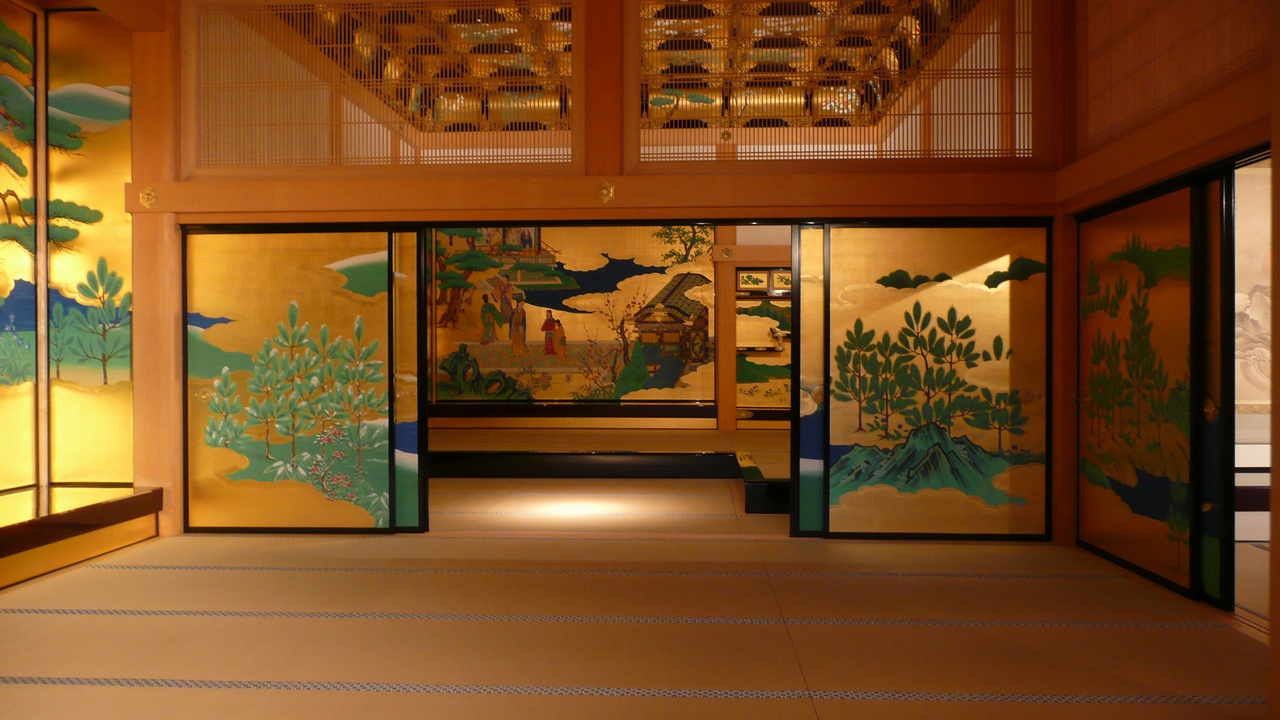
熊本城本丸御殿、昭君之間

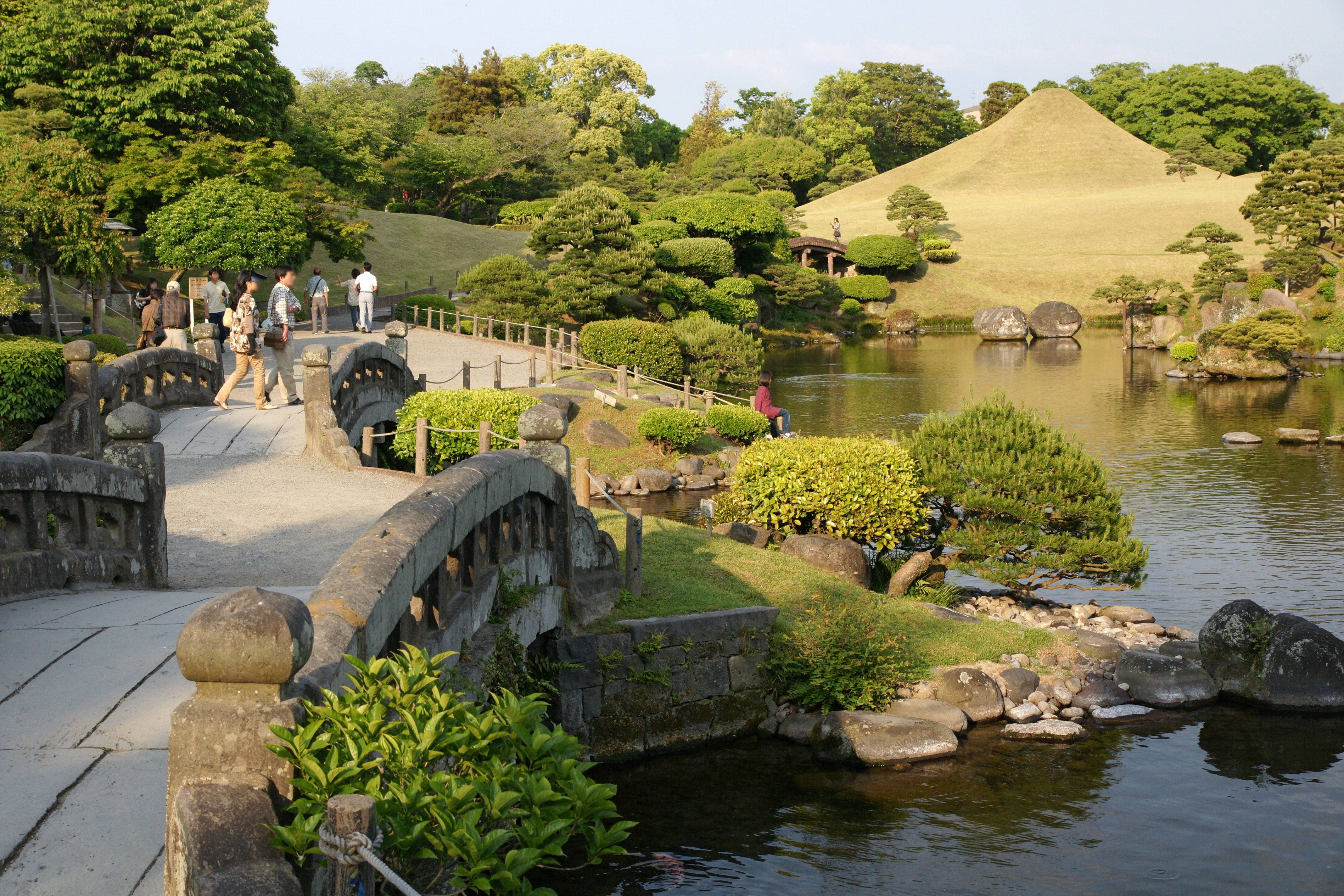
水前寺成趣園

- 熊本城
- 水前寺成趣園（水前寺公園）
- 北岡自然公園
- 釣耕園、叢桂園
- 本妙寺
- 金峰山
- 夏目漱石內坪井舊居
- 藤崎八旛宮（藤崎宮）
- 立田自然公園
- 櫻山神社
- 武藏塚公園：宮本武藏墓地所在地。
- 江津湖
- 四時軒

## 教育

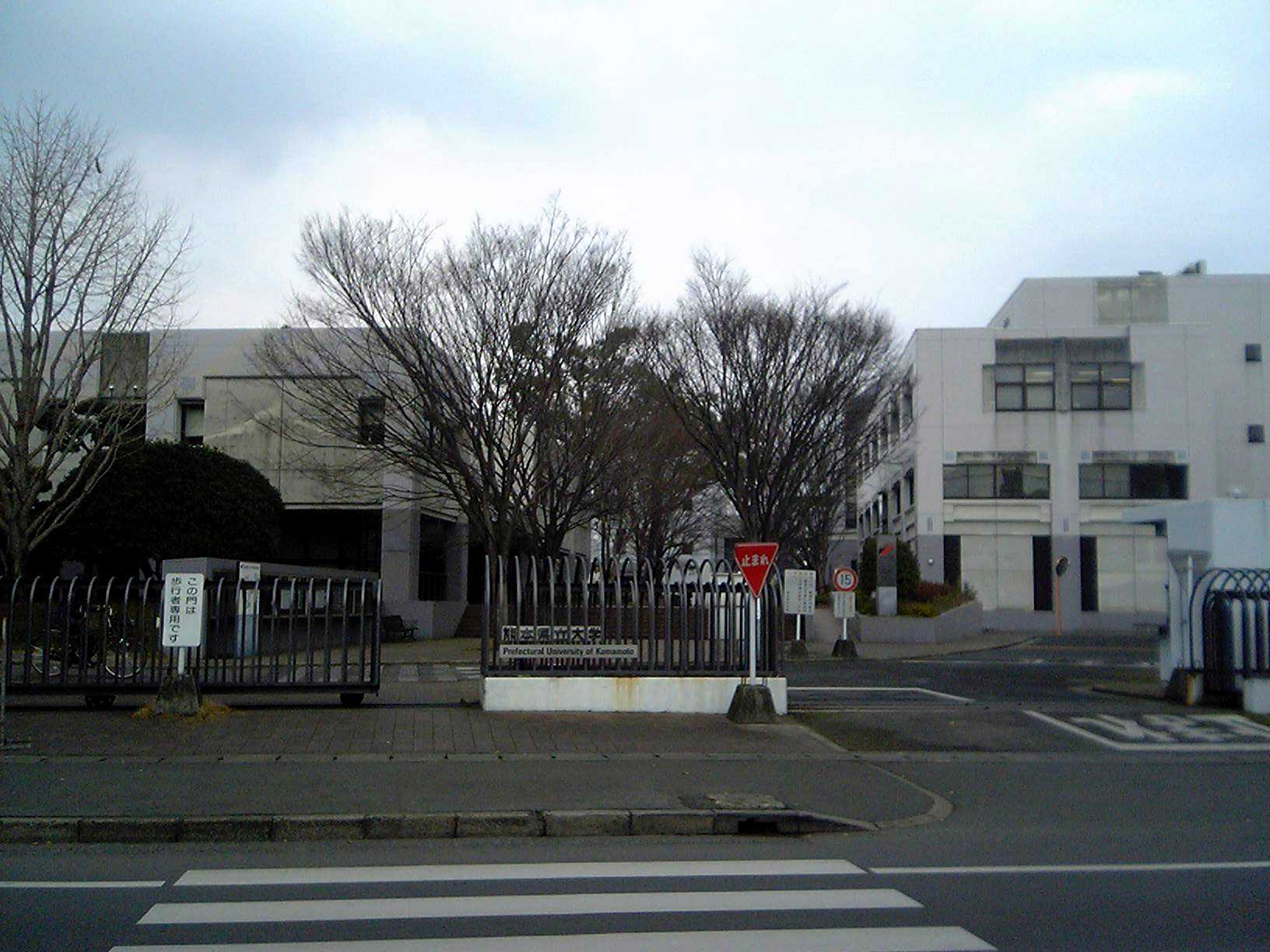
熊本縣立大學

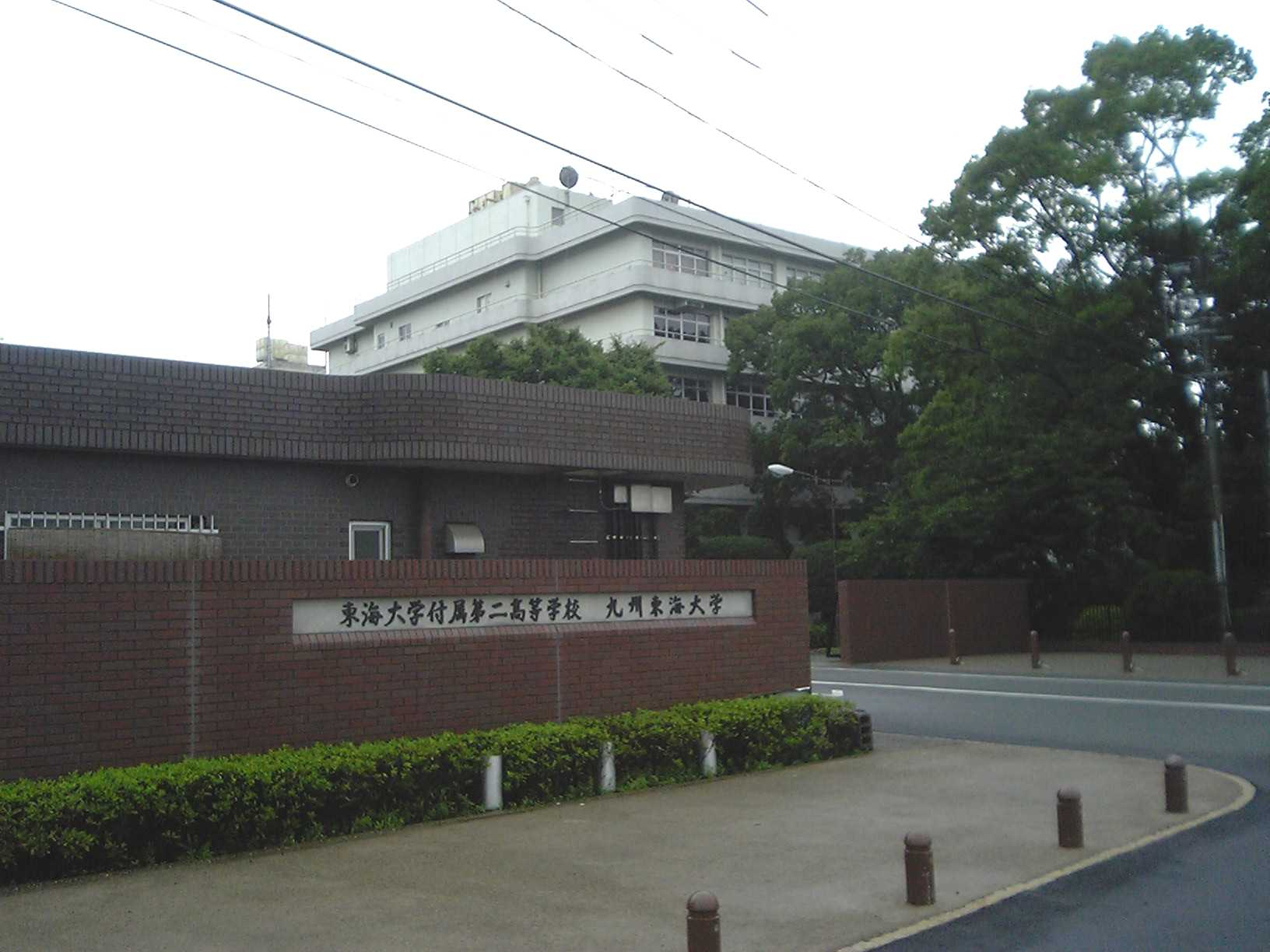
東海大學熊本校區

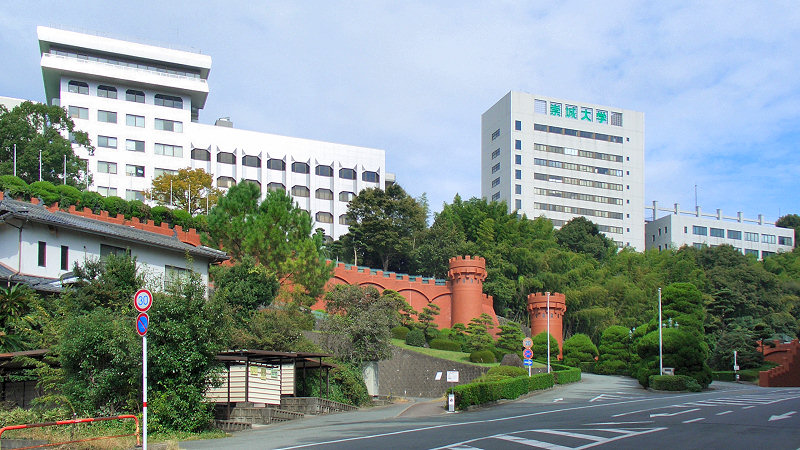
崇城大學

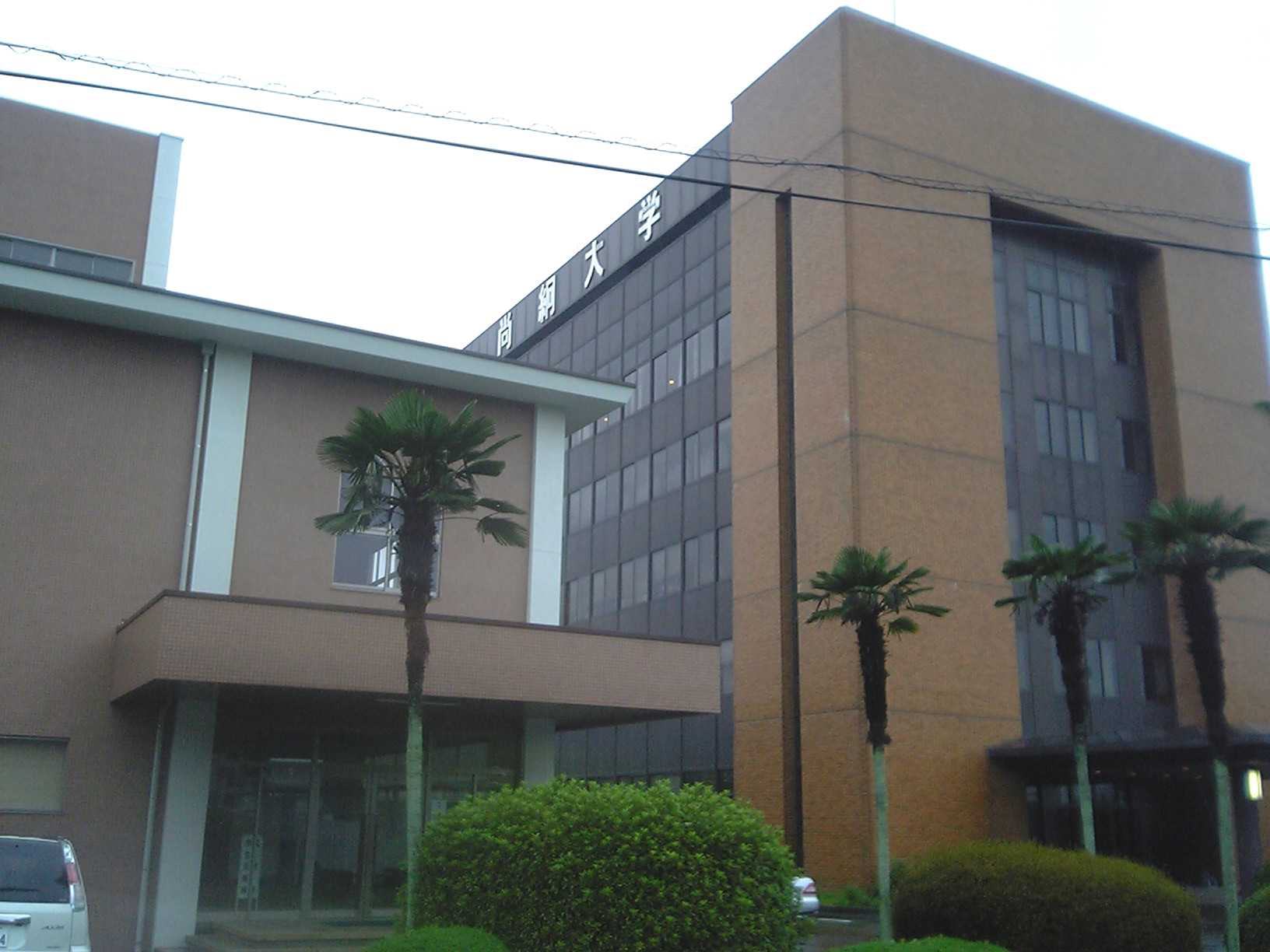
尚絅大學

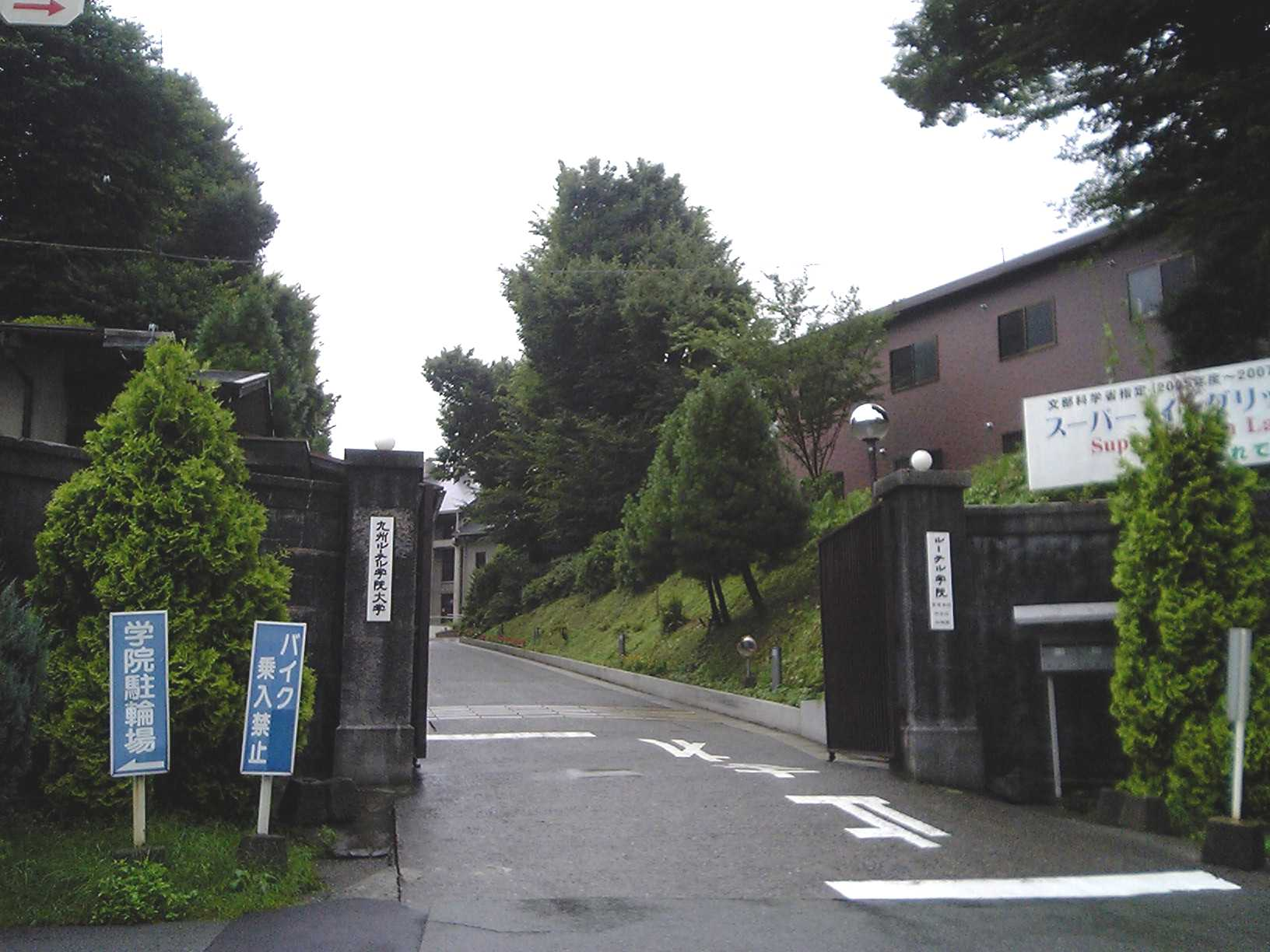
九州路德學院大學

### 大學、短期大學
國立
- 熊本大學

縣立
- 熊本縣立大學

私立
- 熊本學園大學
- 東海大學熊本校區
- 崇城大學
- 尚絅大學
- 熊本保健科學大學
- 九州路德學院大學

### 公立高等学校
縣立
- 熊本縣立濟濟黌高等學校
- 熊本縣立熊本高等學校
- 熊本縣立第一高等學校
- 熊本縣立第二高等學校
- 熊本縣立熊本西高等學校
- 熊本縣立熊本北高等學校
- 熊本縣立東稜高等學校
- 熊本縣立湧心館高等學校
- 熊本縣立熊本商業高等學校
- 熊本縣立熊本工業高等學校
- 熊本縣立熊本農業高等學校

市立
- 熊本市立必由館高等學校
- 熊本市立千原台高等學校

私立
- 九州學院中學校・高等學校
- 鎮西高等學校
- 真和中學校・高等學校
- 開新高等學校
- 熊本學園大學附屬高等學校
- 東海大學附屬第二高等學校
- 尚絅中學校、高等學校
- 慶誠高等學
- 熊本國府高等學校
- 熊本聖母學園中學校、高等學校
- 路德學院中學校、高等學校
- 熊本信愛女學院中學校、高等學校
- 熊本中央高等學校
- 文德中學校、高等學校
- 熊本フェイス學院高等學校

### 特別學校
國立
- 熊本大學教育學部附屬特別支援學校

縣立
- 熊本縣立盲學校
- 熊本縣立熊本聾學校
- 熊本縣立熊本養護學校

## 姐妹、友好城市

### 日本
- 福井市（福井縣）

### 海外
- 海德堡（德國巴登-符腾堡）
- 桂林市（中華人民共和國广西壮族自治区）
- 圣安东尼奥（美國德克薩斯州）
- 高雄市（中華民國）

## 本地出身之名人

### 政治
- 井上毅：明治時期的政治家。
- 細川護熙：第79任日本內閣總理大臣，出生於東京都，但本籍為熊本市，為熊本藩主細川忠利之後代。
- 野田武夫：前日本總理府總務長官、前自治大臣
- 林市藏：第15任官派大阪府知事、前三重縣知事、前山口縣知事

### 商業
- 磯田一郎：前住友銀行會長、前日本經濟團體聯合會副會長
- 立石一真：欧姆龙創辦人
- 古莊四郎彥：千葉銀行首任頭取（社長）
- 山本卓眞：富士通前社長、前會長、前名譽會長

### 藝人
| - 天草四郎：俳優 - 石川小百合：歌手 - 石原良：配音源 - 井上晴美：藝人 - 植野堀誠：藝人 - 英太郎：藝人 - 映美くらら：女演員 - 甲斐麻美：女演員 - 釘宮理惠：配音員 - 小嶺麗奈：女演員 - 財津一郎：喜劇演員、俳優 - 茂森あゆみ：藝人 - 島田陽子：女演員 - 田中美久：歌手、HKT48成員 - 上田晉也：藝人、主持人 - 有田哲平：藝人 | - 水前寺清子：歌手、女演員 - 大地康雄：俳優 - 高橋玲奈：藝人、女優 - 寶野亞莉華：歌手 - 竹財輝之助：俳優 - 但馬久美：藝人、前寶塚歌劇團成員 - 名和宏：俳優 - 葉山拓亮：音樂製作人 - 福田沙紀：女演員、歌手 - 福田隆：打擊樂器演奏家 - 古瀨里惠：爵士音樂歌手、鋼琴家、作曲家 - 宮崎美子：女演員 - 森高千里：歌手 - 倉科加奈：女演員 |

AV女優:Hitomi(田中瞳）

#### 藝文
| - 梶尾真治：小説家 - 德永直：小説家 - 平川綾真智：詩人 - 深見真：小説家 - 福島次郎：小説家 - 光岡明：小説家 - 中村汀女：俳人 - 黑土三男：編劇、電影導演 - 牛原虛彥：電影導演 - 牛原陽一：電影導演 - 行定勳：電影導演 - 荒木豐久：作詞家 - 島田磬也：作詞家 - 橋本博行：編劇 - 武田雙雲：書道家 - 武田雙龍：書道家 - 安本龜八：娃娃創作者 - 山內城司：攝影師 - 森本木羊子：版畫畫家 | - 葉祥明：畫家、繪本作家、詩人 - 有吉京子：漫畫家 - 大石浩二：漫畫家 - 尾田榮一郎：漫畫家 - 小手川瑜亞：漫畫家 - 酒井美羽：漫畫家 - 櫻田幸子：漫畫家 - 清水玲子：漫畫家 - 園田健一：漫畫家 - たがわ靖之：漫畫家 - 綠川幸：漫畫家 - 森本梢子：漫畫家 - 吉崎觀音：漫畫家 - 增田龍治：3D動畫導演 - 藤川義夫：將棋棋士 - 前田祐司：將棋棋士 - 山田敦士：攝影師 |

### 體育
| - 東瀨耕太郎：前職業棒球選手 - 伊東勤：前職業棒球選手、職業棒球總教練 - 江藤省三：前職業棒球選手、教練 - 緒方耕一：前職業棒球選手、教練 - 河田壽司：前職業棒球選手 - 古賀英彥：前職業棒球選手、教練 - 古葉竹識：前職業棒球選手、總教練 - 佐藤元彥：前職業棒球選手 - 高村洋介：前職業棒球選手 - 高山久：前職業棒球選手 - 谷宏明：前職業棒球選手 - 津末英明：前職業棒球選手 - 西里幸喜：前職業棒球選手 - 藤枝慎治：前職業棒球選手 - 藤村大介：職業棒球選手 - 前田益穂：前職業棒球選手 - 松元秀一郎：前職業棒球選手 - 馬原孝浩：職業棒球選手 - 右田雅彥：前職業棒球選手 - 山本哲也：前職業棒球選手 - 吉原正喜：前職業棒球選手 - 米村和樹：前職業棒球選手 - 相木崇：前職業棒球選手 - 片岡安祐美：女子棒球選手 - 網田慎：職業足球選手 - 大谷幸輝：職業足球選手 - 岡本賢明：職業足球選手 - 櫛野亮：職業足球選手 - 栗山裕貴：職業足球選手 - 佐藤真也：職業足球選手 - 佐藤祐介：職業足球選手 - 高木純平：職業足球選手 - 立花由貴：職業足球選手 | - 中田健太郎：職業足球選手 - 西森正明：職業足球選手 - 原田拓：職業足球選手 - 副島貴司：職業足球選手 - 三原雅俊：職業足球選手 - 宮崎大志郎：職業足球選手 - 森山佳郎：前職業足球選手 - 山内祐一：職業足球選手 - 山口武士：職業足球選手 - 吉村和紘：足球選手 - 高濱龍郎：大相撲力士 - 照瀬川邦昭：大相撲力士 - 佐田之海貴士:大相撲力士 - 肥後之海直哉：大相撲力士、年寄・木瀨部屋親方 - 坂田信弘：職業高爾夫選手 - 青山加織：職業高爾夫選手 - 有村智惠：職業高爾夫選手 - 一之瀨優希：職業高爾夫選手 - 上田桃子：職業高爾夫選手 - 清元登子：職業高爾夫選手 - 古閑美保：職業高爾夫選手 - 紫垣綾花：職業高爾夫選手 - 高村亞紀：職業高爾夫選手 - 平瀨真由美：職業高爾夫選手 - 不動裕理：職業高爾夫選手 - 松村瞳：職業高爾夫選手 - 吉﨑千晃：職業高爾夫選手 - 岡田正裕：亞細亞大學田徑部教練 - 末續慎吾：田徑選手 - 朝日健太郎：排球選手 - 坂田愛：桌球選手 - 坂田倫子：桌球選手 - 寺本將司：劍道選手 |

### 虛構人物
- 野原美冴：卡通蠟筆小新主角野原新之助之母

### 其他
- 梅田ミト：日本最長壽紀錄者、世界最長壽之女性

### 曾久居於熊本之名人
- 宮本武藏：1640年後受熊本城主細川忠利之邀，居住於熊本
- 夏目漱石：作家
- 森鷗外：小說家、評論家、翻譯家、醫學家、軍醫、官僚
- 小泉八雲：原籍希臘之小說家，後归化日本
- 木下順二：日本之劇作家

## 相片集

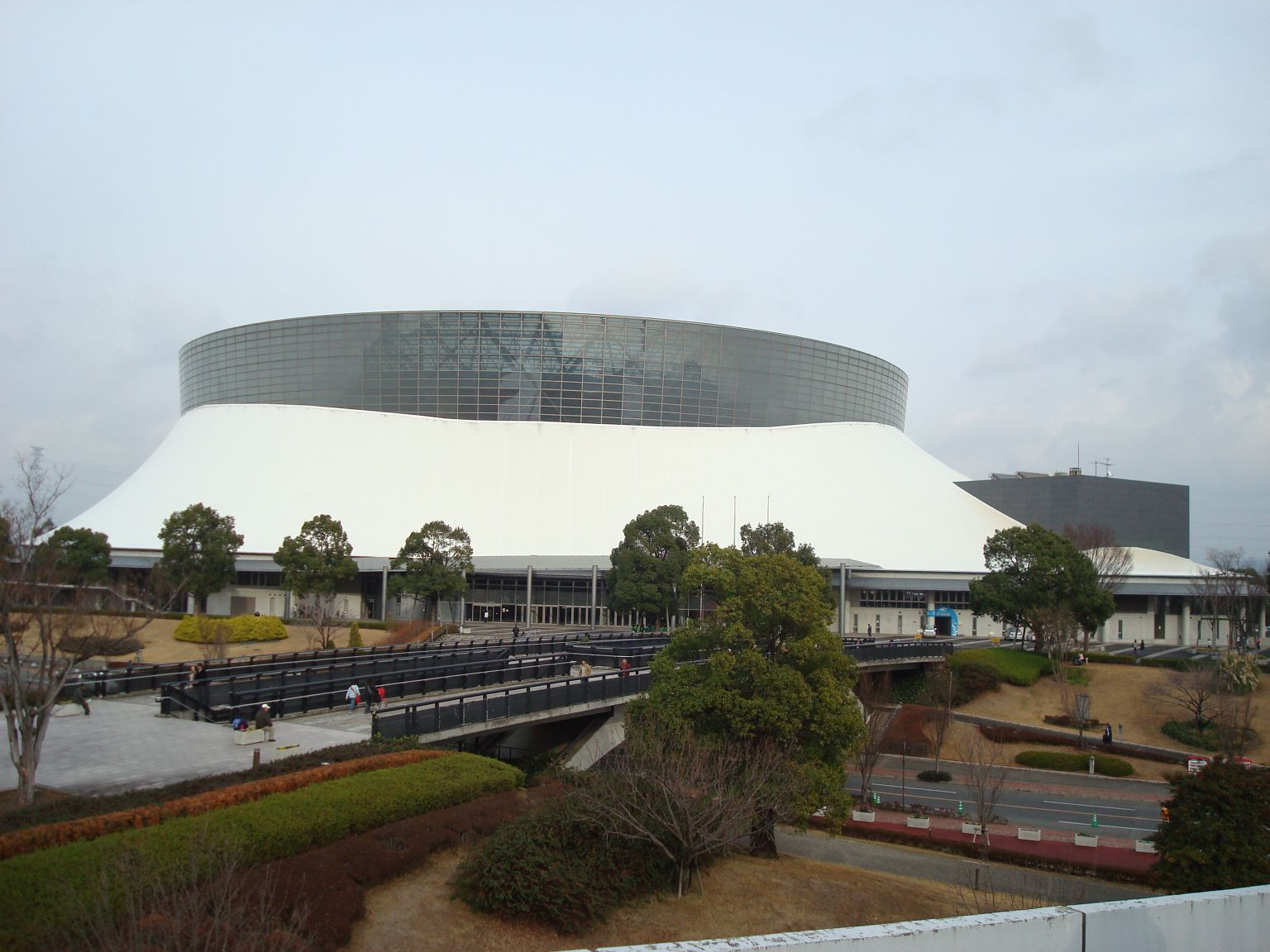
熊本公園巨蛋
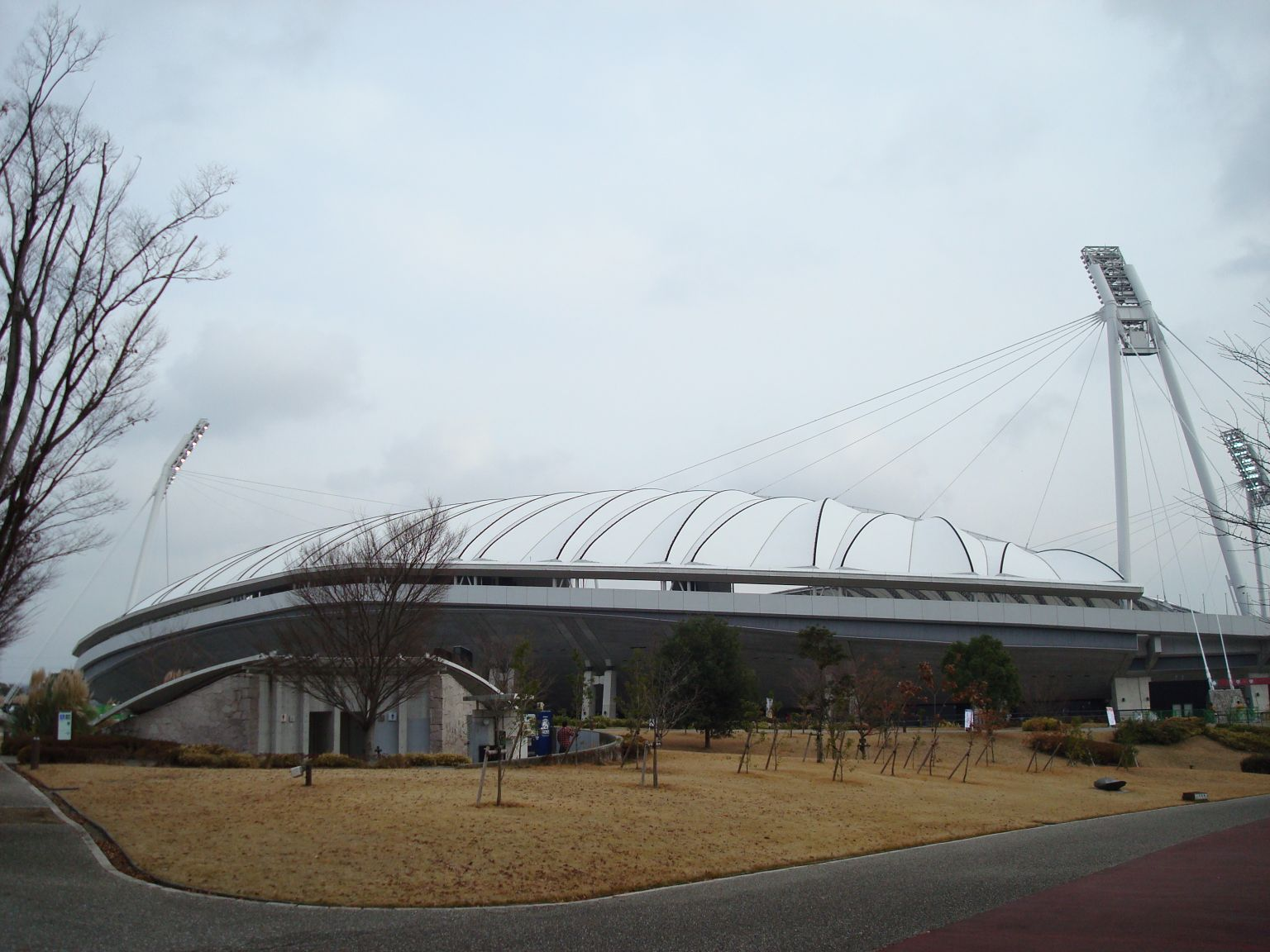
熊本縣民綜合運動公園田徑場
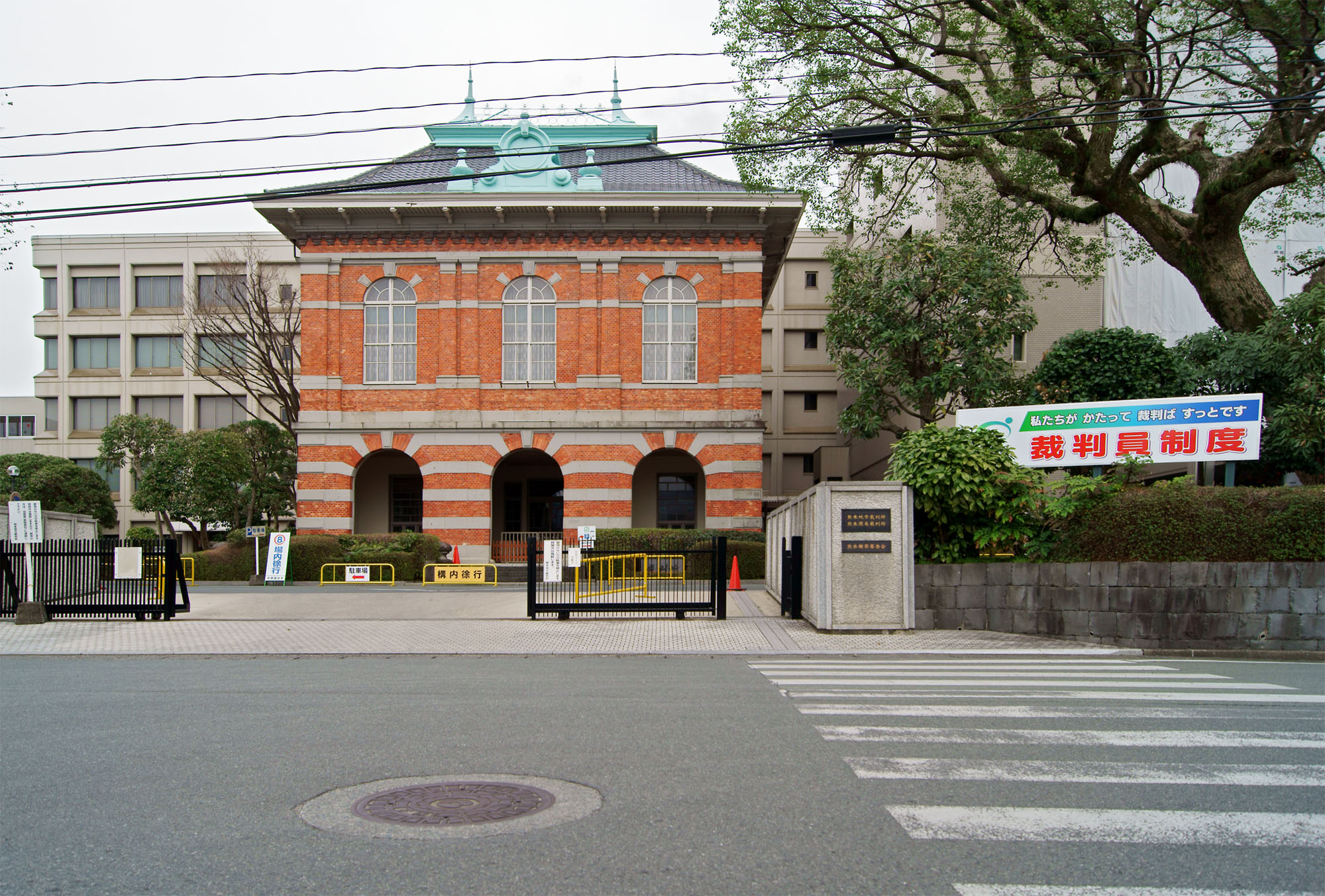
熊本地方裁判所

## 外部連結
- （日語） 官方网站
- （日語） 熊本都市圈及政令指定都市的研究會
- （简体中文） 外國人的生活情報 （页面存档备份，存于）
- （日語） Wikitravel旅遊指南 - 熊本市 （页面存档备份，存于）
- OpenStreetMap上有關熊本市的地理